# Fratello

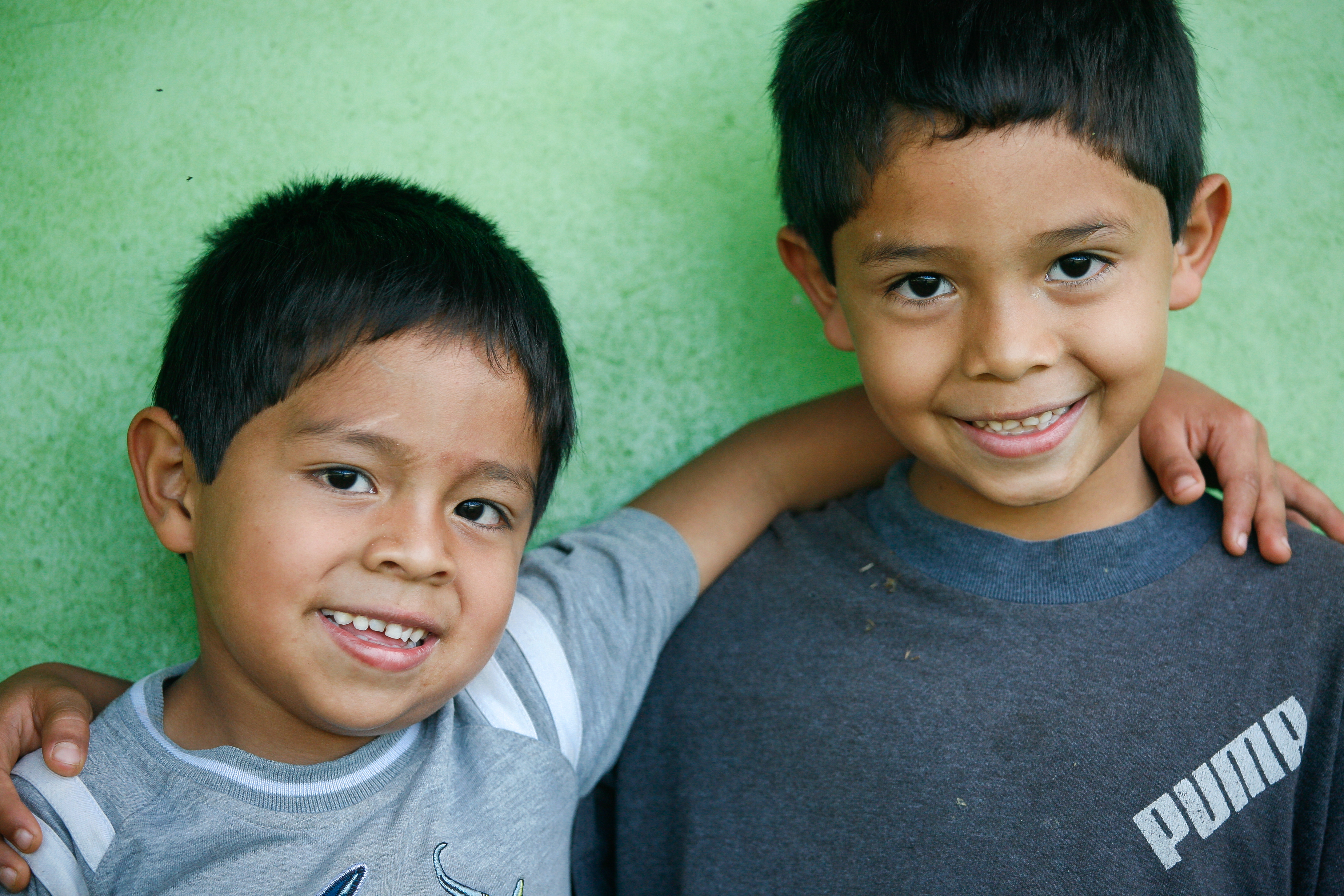
Due fratelli panamensi.

I termini fratello (dal latino frater) e  sorella (dal latino soror) definiscono il rapporto di parentela di un individuo rispetto ad altri figli di medesimi genitori, oppure da diversi genitori: due individui sono cioè tali quando condividono (giuridicamente e/o biologicamente) entrambi i genitori. Il plurale fratelli è utilizzato per indicare o solo individui maschi o maschi e femmine. Per indicare individui di solo sesso femminile il termine utilizzato è sorelle.

## Definizioni
I fratelli che condividono entrambi i genitori sono definiti «germani».
I fratelli che hanno in comune il padre si definiscono «consanguinei», mentre quelli che condividono la madre si definiscono «uterini».
Due fratelli si dicono adottivi quando sono stati adottati dalla medesima coppia adottante, ma hanno diversi genitori biologici, oppure quando uno è figlio biologico dei genitori adottanti dell'altro.
Si definiscono fratellastri due individui che condividono un solo genitore: il termine fratellastro è quindi sinonimo di fratello unilaterale. Si parla erroneamente di fratellastri anche quando uno dei genitori dell'uno ha sposato uno dei genitori dell'altro: in realtà in questo caso gli individui non sono neanche parenti.
Fratelli di latte è una locuzione utilizzata per indicare coloro che sono stati allattati dalla stessa nutrice.
In alcuni casi, quando si ha un'amicizia molto profonda tra due persone, i due individui si possono identificare come fratelli, sorelle o come fratello e sorella, anche se questo non ha alcun valore a livello giuridico, ma solo a livello affettivo.
In alcune culture antiche o arcaiche, caratterizzate da strutture familiari ampie, si dicono fratelli anche i figli di fratelli dei genitori (figli degli zii), quelli che nella nostra società si chiamano esclusivamente cugini.
Di ciò restano tracce linguistiche in alcuni dialetti.
È nota inoltre l'antica querelle sui fratelli di Gesù: il Nuovo Testamento e altre fonti successive a esso correlate ci informano che Gesù aveva effettivamente dei 'fratelli' (v. p.es. Mt12,46-50), ma il termine ἀδελφός (adelfòs) del greco ellenistico semitizzato è fortemente polisemico, cioè può essere inteso in più sensi (fratello, fratellastro, cugino, seguace).

## Nell'organizzazione religiosa
Di là dalla struttura familiare, il termine viene utilizzato metaforicamente per indicare un rapporto paritario con i propri simili, considerati tutti alla pari e confrontati soltanto al livello superiore (il "Padre", scritto e pensato maiuscolo). L'uso di questa metafora è tipico di culture patriarcali.
- Cristianesimo
Nella scia del Vangelo, per fare riferimento a Dio come unico padre dei viventi, i cristiani si definirono tutti fratelli. Ancora oggi si chiamano così ("frate" / "suora") gli appartenenti ad alcune comunità religiose, soprattutto di ordini monastici o mendicanti.
- Islam
Una potentissima organizzazione islamica, costituita nel 1928 ma affiorata alla notorietà negli ultimi anni, sono i Fratelli musulmani.

## Massoneria
Il termine viene utilizzato in Massoneria per indicare coloro i quali fanno parte dell'Istituzione e hanno ricevuto una regolare iniziazione.